# ديك أنتوني
ديك أنتوني (بالإنجليزية: Dick Anthony)‏ هو عالم نفس أمريكي، ولد في 24 سبتمبر 1939.